# HD 20782 b
HD 20782 b是一個位於天爐座的太陽系外行星，距離地球約117光年，母恆星是HD 20782。該行星的軌道半長軸是1.36天文單位。它的軌道離心率是目前已知系外行星中最高者，高達0.97+/-0.01.。該行星發現於2006年3月14日。

### 延伸閱讀
- Jones; Butler, R. Paul; Tinney, C. G.; Marcy, Geoffrey W.; Carter, Brad D.; Penny, Alan J.; McCarthy, Chris; Bailey, Jeremy;  et al.  (abstract). Monthly Notices of the Royal Astronomical Society. 2006, 369: 249–256. Bibcode:2006MNRAS.369..249J. arXiv:astro-ph/0603335 . doi:10.1111/j.1365-2966.2006.10298.x.[永久] web preprint （页面存档备份，存于）

## 外部連結
- . The Extrasolar Planets Encyclopaedia.   [2008-08-29]. （原始内容存档于2012-06-01）.
- . Exoplanets.   [2008-08-29]. （原始内容存档于2010-05-29）.